# Bârloi
Bârloi – wieś w Rumunii, w okręgu Ardżesz, w gminie Bogați. W 2011 roku liczyła 295 mieszkańców.